# Герб Луганской области

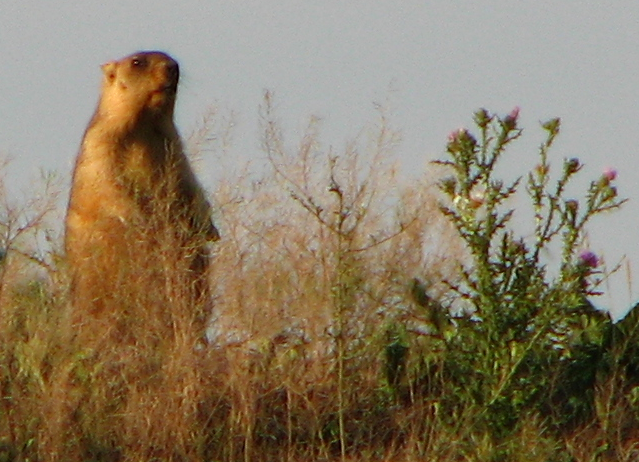
Байбак в донских степях

Герб Луганской области (укр. Герб Луганської області) — официальный символ Луганской области Украины. Утверждён 15 апреля 1998 года.

## Описание
Герб Луганской области состоит из большого и малого щитов, обрамленных двумя золотыми колосьями, соединенными пересеченной дважды желто-голубой девизной лентой и золотым дубовым венком под щитом, с надписью на ленте «Луганська область» и имеет общие пропорции 11,5*11,5 (h).
Четырехчастный с оконечностью большой щит герба имеет пропорции 7*8 (h), разделен по горизонтали от верхнего края в соотношении 3,5*4,5 единицы.
Радиус закругления большого щита равен четырем единицам. Верхняя половина большого щита разделена вертикально на две равные части.
В первой части на зеленом поле — золотой, скачущий вправо конь размером 3,25 на 2,5 (h) единицы.
Нижняя половина большого щита разделена на три части сегментами радиусом в 3,5 единицы, проведенными из середины боковых наружных сторон щита.
Вторая и третья части — червленые поля.
В четвертой части на зеленом поле — золотой байбак, повернутый вправо размером 1,25*2,5 единицы.
В голубой оконечности большого щита расположено желтое восходящее солнце, которое имеет четырнадцать лучей длиной по 2,5 единицы. Диск солнца образован радиусом 1,5 единицы, проведенным из точки сопряжения центральных дубовых листьев венка.
Малый щит — это малый герб Луганской области, который имеет пропорции 3 к 3,5 (h) и расположен на расстоянии от верхней стороны большого щита на 2 единицы.
Радиус закругления малого щита равен 1,5 единицы.
В малом щите на золотом поле расположен черный квадрат со стороной, равной 1 единице, символизирующий уголь с красным ободком по верхнему краю и червленым пламенем, сопровожденный по бокам двумя черными молотками и удаленный от верхней грани малого щита на 2 единицы.
Молотки имеют пропорции 0,5 на 1 единицу (h). Ширина обрамления большого и малого щитов и их частей равна 0,25 единицы.
Обрамление герба с двумя золотыми колосьями, с желто-голубой лентой и золотым дубовым венком, изображение коня и байбака изготавливаются по оригиналу герба, хранящемуся в областном Совете.